# Clicker Heroes
Clicker Heroes es un juego incremental desarrollado por el estudio independiente estadounidense Playsaurus. Se lanzó originalmente para navegadores en 2014, para dispositivos móviles en 2015 y para las consolas Xbox One y PlayStation 4 en 2017. El juego es un derivado del anterior juego de Playsaurus, Cloudstone, del cual utiliza muchos elementos gráficos.
Clicker Heroes es un juego gratuito , pero los jugadores pueden usar microtransacciones para comprar una moneda del juego llamada "rubíes". Esta moneda no es necesaria para progresar en el juego; se agregó en algún momento de la vida del juego y múltiples mecánicas de juego se centran en obtener la moneda prémium en el juego.
Clicker Heroes recibió una recepción positiva por parte de los críticos; Nathan Grayson de Kotaku lo llamó "[una] distracción perfecta del espacio de oficina".

## Jugabilidad
En Clicker Heroes , el jugador hace clic en el enemigo para dañarlo y en algún momento matarlo. Una vez asesinado, el enemigo arroja oro que puede usarse para actualizar y comprar personajes. Los personajes comprados dañan automáticamente al enemigo, lo que aumenta el daño total del jugador por segundo. El juego se ejecuta sin que el jugador tenga que hacer nada. El jugador debe matar a diez enemigos en un nivel para avanzar al siguiente nivel. A partir del nivel cinco, cada quinto nivel es un jefe nivel, que solo requiere matar a un enemigo para avanzar. Los niveles de jefe tienen un temporizador; el jugador debe matar al jefe dentro del tiempo asignado. Entre los niveles 100 y 1000, el jefe de cada centésima zona es un jefe "centurión" que arroja almas de héroe cuando muere. Además, todos los jefes después del nivel 100 tienen un 25 % de posibilidades de ser "primarios". Los jefes primarios dan cantidades mucho mayores de Hero Souls en etapas posteriores del juego.
El objetivo de Clicker Heroes es obtener Hero Souls, que se pueden usar para comprar Ancients que brindan beneficios al jugador, cuya naturaleza depende de qué Ancient se compre. Después de matar a los jefes primarios, el jugador debe realizar una Ascensión antes de recibir Hero Souls.

## Desarrollo y lanzamiento
Clicker Heroes se lanzó en el sitio web de juegos Kongregate en agosto de 2014, y en Armor Games en septiembre de 2014. Se lanzó en la plataforma Steam en mayo de 2015 para Microsoft Windows y OS X. El 20 de agosto de 2015, Clicker Heroes se lanzó para iOS y Android. La versión 1.0 se lanzó en junio de 2016. En mayo de 2019, la versión de iOS generaba un ingreso de $200-$300 por día hasta que una disputa de marca registrada internacional hizo que Apple eliminara el juego de la tienda de aplicaciones.

## Recepción
Clicker Heroes recibió una recepción muy positiva por parte de la crítica. Nathan Grayson de Kotaku dijo que el juego "[es una] distracción perfecta en el espacio de la oficina".[2] El escritor de Eurogamer, Christian Donlan, dijo que el juego era su "secreto de juego" y que es muy adictivo. El escritor de Forbes Paul Tassi dijo que si el juego ganaba fuerza en el mercado móvil, podría convertirse en el mejor juego móvil de 2015. Sammy Barker de Push Square le dio al juego una puntuación de 5/10, afirmando: "Demasiados brickwalls [sic] evitan que Clicker Heroes alcance los máximos de Adventure Capitalist, pero sigue siendo un título incremental aterradoramente adictivo".
La popularidad de Clicker Heroes en Steam inició el lanzamiento de otros juegos incrementales en esa plataforma. Clicker Heroes ha inspirado la creación de otros juegos como The Longing.

## Secuela
Playsaurus creó una secuela llamada Clicker Heroes 2, que estuvo disponible en Steam Early Access a partir de 2018. A diferencia del Clicker Heroes original, Clicker Heroes 2 no es un juego gratuito. Gravity contrató a Playsaurus para desarrollar una versión temática de Ragnarok Online de Clicker Heroes que se tituló Ragnarok Clicker , que se lanzó el 3 de agosto de 2016.